# Toplice Sveti Martin
Toplice Sveti Martin jesu naselje u sastavu općine Sveti Martin na Muri, Međimurska županija, Republika Hrvatska.

## Povijest
Do teritorijalne reorganizacije u Hrvatskoj nalazile su se u sastavu stare općine Čakovec. Kao samostalno naseljeno mjesto, Toplice Sveti Martin postoje od popisa 2011. godine. Nastalo je izdvajanjem dijela naselja Grkaveščak.

## Stanovništvo
Na popisu stanovništva 2011. godine, Toplice Sveti Martin su imale 50 stanovnika.